# Allochernes wideri transcaucasicus
Allochernes wideri transcaucasicus es una subespecie de arácnido  del orden Pseudoscorpionida de la familia Chernetidae.

## Distribución geográfica
Se encuentra en Armenia.